# Kajetan Trąbczyński
Kajetan Trąbczyński (ur. 7 lutego 1837 w Kajetanowie, zm. 10 października 1905 w Sieradzu) – sieradzki browarnik, naczelnik Ochotniczej Straży Pożarnej w Sieradzu (1880-1889).

## Życiorys
Urodził się 7 lutego 1837 roku we wsi Kajetanów niedaleko Pabianic. Był nieślubnym dzieckiem Teofilii Trąbczyńskiej. Jego chrzest odbył się 19 sierpnia 1837 roku w parafii w Mikołajewicach.
Już we wczesnych latach życia, wraz z bratem Józefem, rozpoczął naukę piwowarstwa. Józef dostał pod zarząd browar w Zapuście Małej, zaś Kajetan – w Smardzewie.
6 sierpnia 1877 roku w Sieradzu wziął ślub z Marią Gralińską, z którą miał siedmioro dzieci, w tym dwie córki i pięciu synów. Jeden z nich, Wojciech, poślubił Arletę Waleską ze Zduńskiej Woli, córkę największego wówczas w tamtym mieście fabrykanta.
W latach 1872–1876 nabył ziemię w Sieradzu, gdzie wybudował swój nowoczesny browar i pałac.
Gdy jego przedsiębiorstwo znacznie się rozwinęło, w roku 1885 oddał je pod zarząd synom, a sam zaczął działać społecznie w Sieradzu. W latach 1880–1889 był naczelnikiem sieradzkiej Ochotniczej Straży Pożarnej. Za jego kadencji wybudowano tam nową remizę, a także zakupiono nowy sprzęt (umundurowanie, hydrofor). Działał i wspierał także Sieradzkie Towarzystwo Cyklistów. W roku 1896 oraz w roku 1898, gdy w Sieradzu odbywał się wyścig rowerowy, zaprosił wszystkich jego uczestników na ucztę w swoim pałacu.
Zmarł 10 października 1905 roku i został pochowany na sieradzkim Cmentarzu Parafialnym. Jego tablica epitafijna znajduje się w Bazylice kolegiackiej pw. Wszystkich Świętych w Sieradzu.

## Browar
W latach 1872–1876 Kajetan Trąbczyński nabył od dwóch Żydów: Bernarda Guranowskiego i Moritza Brockmana, teren na tzw. Wójtostwie w Sieradzu. Na tym terenie wybudował browar oraz swój pałac. jego firma produkowała wysokiej jakości piwa bawarskie. W roku 1904 zatrudniał 29 robotników, a roczna produkcja kształtowała się na poziomie 41 800 rubli. Budynek ten tak był opisywany w gazecie „Kaliszanin” nr 81/1878:

Jeśli to rzeczywiście wszystkich obchodzi, to niechże mi wolno będzie wspomnieć o nowobudującym się gmachu fabrycznym, przeznaczonym na browar, a powiększającym znacznie i tak już niemałą fabrykę piwa p. Trąbczyńskiego na wójtostwie w Sieradzu położoną. Jest to gmach okazały, szkoda tylko, że tak daleko za miastem się znajduje o od frontu dla przechodnia niewidoczny, gdyż innemi budynkami fabrycznymi jest zasłonięty. Jest to fabryka trzypiętrowa bardzo długa i odpowiednio szeroka, mająca kosztować właściciela do 25,000 rs [rubli – red.]. Pan Trąbczyński jest w swoim zawodzie nader przedsiębiorczym, czynnym fabrykantem, co już niejednokrotnie dało mi materjał do pisania o jego browarze, będącym teraz, śmiało mogę powiedzieć, po kaliskim p. Weigta, drugim, bodaj czy nie dalej, niż tylko w kaliskiej gubernji, podobnym zakładem przemysłowym.

## Pałac

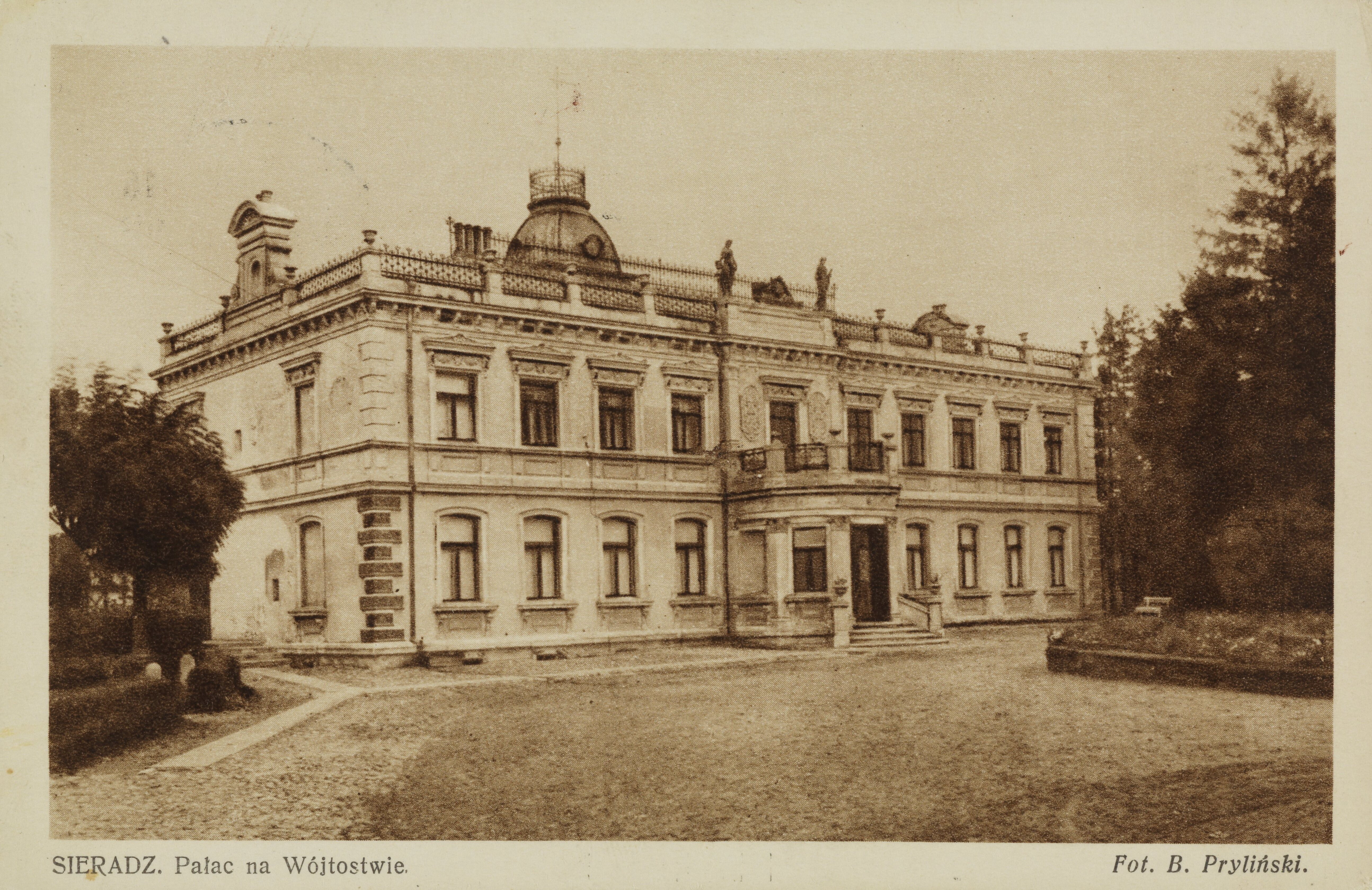
Zdjęcie pałacu Kajetana Trąbczyńskiego z 1930 roku

Pałacem Kajetana Trąbczyńskiego był dwupiętrowy neobarokowy budynek, wokół niego roztaczał się ogród.
Niestety budynek nie przetrwał do dziś. W nocy z 20 na 21 stycznia 1945 roku – uciekając przed armią sowiecką – specjalne Brandkommando, najprawdopodobniej w celu zatarcia bytności w nim niemieckiego dowództwa, podpaliło go. Następnego dnia Armia Czerwona i NKWD, przeszukując teren, jeszcze bardziej zniszczyło pałac. Po II wojnie światowej polskie władze rozebrały ruiny, a na ich miejscu wybudowały istniejącą do dzisiaj szkołę podstawową.

## Kaplica św. Kajetana

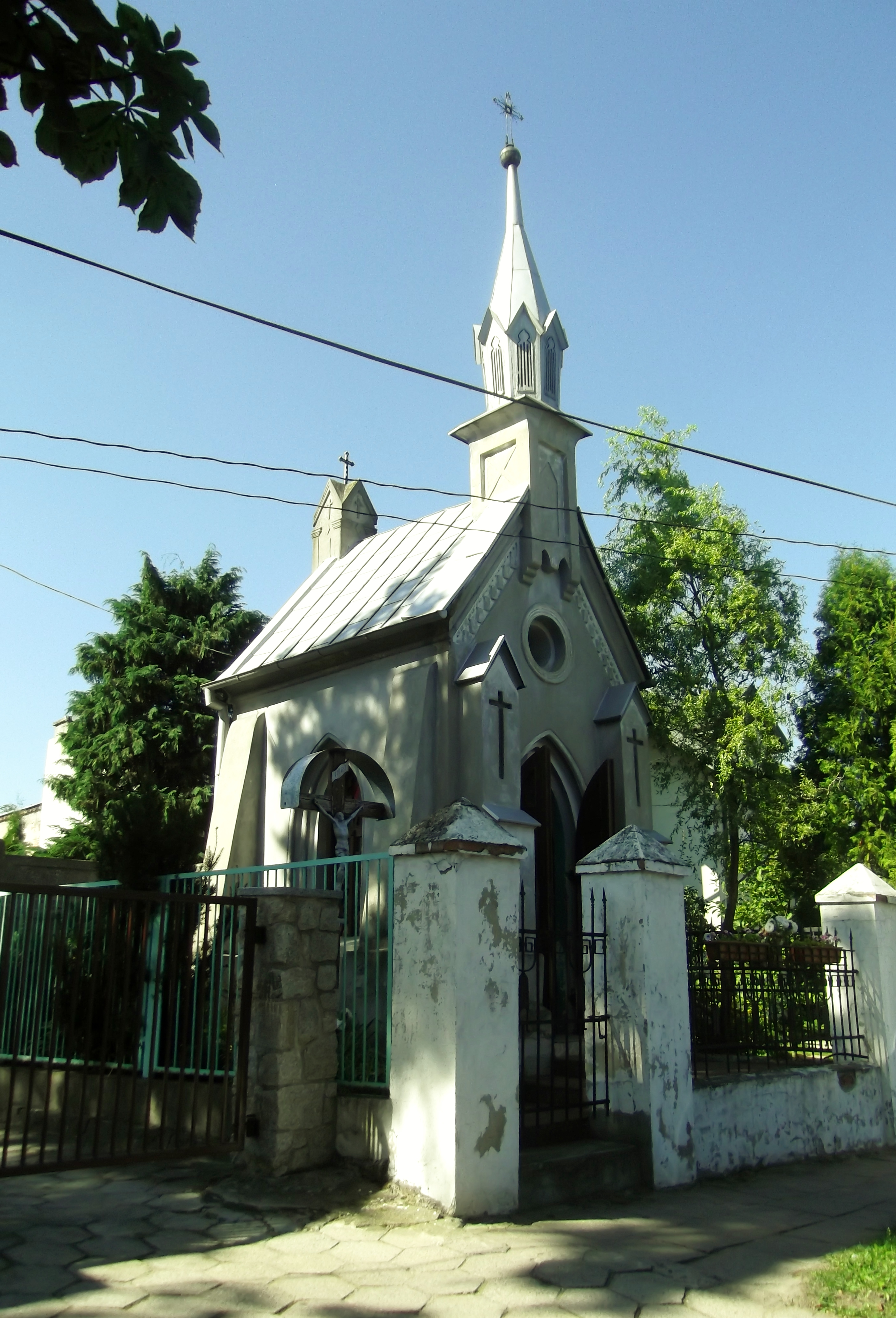
Kaplica św. Kajetana w Sieradzu

W czasie budowy fabryki i browaru Kajetana Trąbczyńskiego znaleziono szczątki ludzie. Były to kości osób pochowanych przy znajdującym się tam kiedyś kościele św. Mikołaja, zbudowanym najprawdopodobniej po najeździe krzyżackim w roku 1331. Trąbczyński pozbierawszy wszystkie szczątki, pochował je ponownie w wybudowanej przez niego kaplicy. Kaplica nosząca wezwanie św. Kajetana znajduje się w tym miejscu do dziś (ul. Krakowskie Przedmieście).